# Trybärfis
Trybärfis (Elasmostethus minor) är en insektsart som först beskrevs av Géza Horváth 1899.  Trybärfis ingår i släktet Elasmostethus, och familjen taggbärfisar. Arten är reproducerande i Sverige.